# Eclipse solar del 18 de julio de 1860

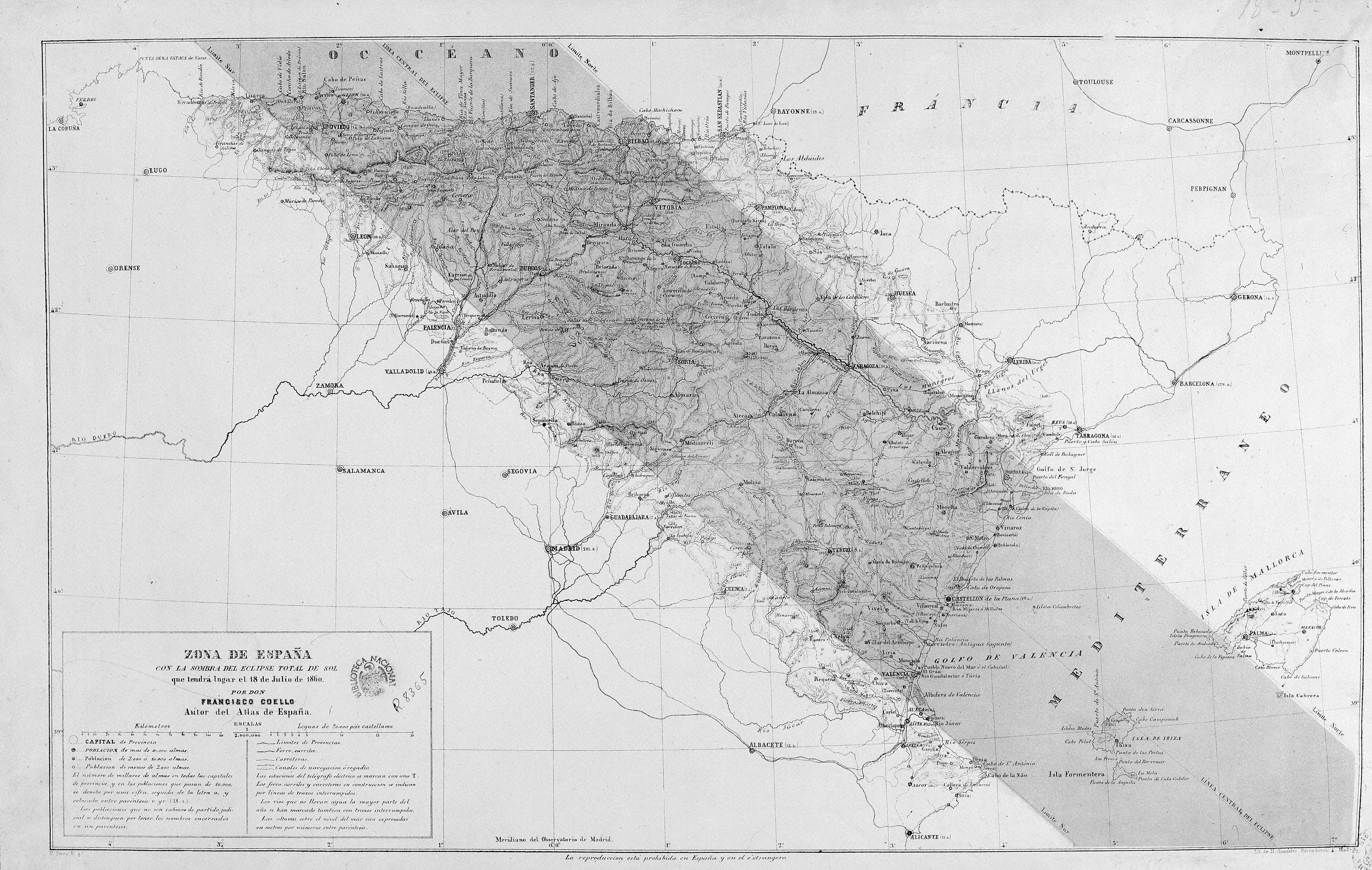
Recorrido del eclipse sobre España.

El 18 de julio de 1860 tuvo lugar un eclipse de Sol total.

## Recorrido y visibilidad
La franja de la totalidad recorrió partes de lo que en la actualidad son el sur de Canadá, el norte de los Estados Unidos, el nordeste de España y Argelia, así como Túnez, Libia, Egipto, Sudán y Eritrea. El eclipse se pudo ver asimismo como parcial en una franja mayor de América del Norte, Europa y el norte y oeste de África.

## Observaciones científicas
Este eclipse fue observado en España por muchos científicos de distintos países, al tratarse del único país europeo en el que se manifestaba el eclipse en su fase de totalidad con un tiempo de observación interesante. Así, se desplazaron numerosas delegaciones extranjeras a España.
El astrónomo inglés Warren de la Rue, desde Rivabellosa (Álava), fue uno de los primeros en realizar fotografías del evento. Esto fue posible porque se estaban superando los problemas del daguerrotipo. Angelo Secchi, director del observatorio del Collegio Romano, también realizó fotografías del eclipse. Secchi realizó su trabajo desde el parque natural del Desierto de las Palmas (Castellón).
También se desplazaron a España astrónomos rusos en la primera expedición al extranjero financiada y organizada por la Academia de Ciencias de Rusia, divididos en tres grupos diferentes. El primero estuvo encabezado por Otto Wilhelm von Struve, director del Observatorio de Púlkovo. El segundo grupo fue dirigido por el profesor Alexei Sawitsch de San Petersburgo. En cuanto al tercero, estuvo encabezada por Johann Heinrich von Mädler, director del Observatorio de Dorpat (Tartu), en Estonia.
Las delegaciones francesa y española eligieron el Moncayo como punto de observación. En la expedición francesa estaban figuras como Jean Chacornac, Yvon Villarceau (primer astrónomo del Observatorio de París), Léon Foucault y el director del Observatorio de París Urbain Le Verrier.
James Melville Gilliss observó el eclipse total de sol en el territorio de Washington.
El mapa del eclipse fue publicado por Francisco Coello de Portugal y Quesada.